# 苏州烈士陵园
苏州烈士陵园，旧称横山烈士陵园，位于江苏省苏州市虎丘区横塘街道青石路5号，建于1956年，为苏州市文物保护单位。
烈士陵园始建于1956年4月，总占地9.4万平方米，有建筑1800余平方米。园内广植绿化，建有纪念碑、广场、陈列馆、骨灰堂等，其中纪念碑为四方形，高27米，正面为陈毅题词“为人民事业而牺牲是最光荣的”。烈士事迹陈列馆内展出80名烈士的生平事迹。陵园内共有258名烈士埋葬于此，另有56名烈士骨灰安置于骨灰堂内。烈士陵园被列为省级爱国主义教育基地、省级重点烈士纪念建筑物保护单位、省级党史教育基地。